# Jo Champa
Rosina Jo Ciampa, anglicizzata in Champa (Long Branch, 23 gennaio 1968), è un'attrice, modella e giornalista statunitense naturalizzata italiana.

## Biografia
Rosina Ciampa è nata a Long Branch, nel New Jersey, da madre statunitense e padre la cui famiglia è originaria di Amaroni, in Calabria. Trasferitasi dagli Stati Uniti a Roma, è stata modella, sfilando per Gianni Versace. Come attrice ha lavorato con Massimo Troisi, Ettore Scola, Bernardo Bertolucci, Damiano Damiani e Christian De Sica. Nel 1991 si è trasferita a Los Angeles. Promotrice del cinema italiano ad Hollywood e produttrice, nel 2009 ha ricevuto il Premio America della Fondazione Italia USA.
L'edizione italiana della rivista Vogue ha scritto di lei:
(, Vogue Italia, 11 ottobre 2010.)

## Vita privata
Ha sposato nel 1998 Joseph Farrell, produttore e membro della Academy Award, da cui ha avuto un figlio, Sean, nel 2004.

## Filmografia

### Cinema
- Salomè, regia di Claude d'Anna (1986)
- Dolce assenza, regia di Claudio Sestieri (1986)
- La famiglia, regia di Ettore Scola (1987)
- Le vie del Signore sono finite, regia di Massimo Troisi (1987)
- La bottega dell'orefice, regia di Michael Anderson (1989)
- Saremo felici, regia di Gianfrancesco Lazotti (1989)
- Leonardo's Dream, regia di Douglas Trumbull (1989)
- Il sole buio, regia di Damiano Damiani (1990)
- Giustizia a tutti i costi, regia di John Flynn (1991)
- Piccolo Buddha, regia di Bernardo Bertolucci (1993)
- Bersagli mobili, regia di Joseph Merhi e Paul G. Volk (1994)
- Il mio amico zampalesta, regia di Franco Amurri (1994)
- Un poliziotto sull'isola (Beretta's Island), regia di Michael Preece (1994)
- Miele dolce amore, regia di Enrico Coletti (1994)
- Don Juan De Marco - Maestro d'amore (Don Juan De Marco), regia di Jeremy Leven (1995)
- Mi fai un favore, regia di Giancarlo Scarchilli (1997)
- La vita, per un'altra volta, regia di Domenico Astuti (1999)
- Scintille d'amore (The Whole Shebang), regia di George Zaloom (2001)
- The Mesmerist, regia di Gil Cates Jr. (2002)
- Abar Aranye, regia di Gautam Ghose (2003)
- Natale a Beverly Hills, regia di Neri Parenti (2009)
- Somewhere, regia di Sofia Coppola (2010)
- Olivia, regia di Marco Costa (2021)

### Televisione
- Atelier – miniserie TV (1986)
- Walker Texas Ranger: la strada della vendetta (Walker Texas Ranger: The Road to Black Bayou) – film TV (1994)
- Nei secoli dei secoli – film TV (1997)
- The Practice - Professione avvocati – serie TV, 1 episodio (1998)
- Avvocati – miniserie TV (1998)
- JAG - Avvocati in divisa – serie TV, episodio 4x22 (1999)
- Jon Doe: The Harder They Fall – film TV (2006)
- Pandemic - Il virus della marea – film TV (2007)
- CSI: Miami – serie TV, episodio 8x11 (2009)

## Doppiatrici italiane
Nelle versioni in italiano delle opere in cui ha recitato, Gretchen Egolf è stata doppiata da:
- Chiara Salerno in CSI: Miami